# Machairodontinae
Machairodontinae är en utdöd underfamilj av kattdjuren, med mycket stora hörntänder. De kallas ibland sabeltandade katter eller sabeltandstigrar men det svenska namnet kan syfta på olika däggdjur. Deras uppkomst brukar dateras till tidiga miocentiden (eller senare oligocen), och de dog ut för ungefär 10 000 år sedan. Den mest kända släktet av underfamiljen är Smilodon.

## Kännetecken
Arternas viktigaste särdrag är de långa böjda hörntänderna. Hos vissa arter blev de upp till 28 centimeter långa. Individerna åstadkom en vinkel av 95° mellan övre och undre käken. För dagens kattdjur ligger värdet bara mellan 65° och 70°. Den allmänna kroppsbyggnaden liknade dagens kattdjur men Machairodontinae var vanligen robustare. Flera arter hade en påfallande kort svans som dagens europeiska lodjur (Lynx lynx). Den allmänt förekommande uppfattningen att sabeltandade katter var väldigt stora gäller bara för ett fåtal arter. De flesta var jämförelsevis små, ungefär som en ozelot. Några släkten som Smilodon eller Homotherium blev ungefär lika stora som ett lejon. Den största arten var den sydamerikanska Smilodon populator som nådde en mankhöjd av 1,20 meter.

## Systematik
Ursprungligen delades underfamiljen i tre släktgrupper. En av dessa, tribus Metailurini, räknas idag till underfamiljen små katter (Felinae).
Numera finns två släktgrupper med tillsammans nio släkten kvar:
- Machairodontini
  - Machairodus, miocen till pliocen, Eurasien, Afrika, Nordamerika.
  - Homotherium, miocen[2] till senare pleistocen, Eurasien, Afrika, Nordamerika.
  - Xenosmilus, pleistocen, Nordamerika[3].
  - Lokontailurus, miocen, Afrika[4].
  - Miomachairodus, mellersta miocen, norra Afrika, Turkiet.
  - Hemimachairodus, pleistocen, Java.
- Smilodontini
  - Paramachairodus, mellersta till senare miocen, Eurasien[5].
  - Megantereon, senare miocen till mellersta pleistocen, Eurasien, Afrika, Nordamerika.
  - Smilodon, senare pliocen till senare pleistocen, Nord- och Sydamerika.

## Levnadssätt
Då Machairodontinae levde under förhistorisk tid är alla beskrivningar av levnadssättet bara antaganden. Arterna var troligen aktiva rovdjur, men det har också hävdats att de livnärde sig helt av as. För de arter som nådde en påfallande storlek antas att de även jagade stora djur. Det är däremot oklart om bytena var så stora som elefanter och mammutar, eller åtminstone deras ungdjur. På grund av upphittade skelett av mammutungar bredvid skelett av Homotherium serum i en grotta i Texas känns denna uppfattning inte helt omöjlig. Hur de sabelformiga tänderna användes är fortfarande omstritt. Enligt en teori tillfogade Machairodontinae sina byten större sår med tänderna så att offret förblödde. Kritiker av tesen hävdar att tänderna inte var tillräcklig kraftiga för detta syfte. Dessa zoologer antar i stället att Machairodontinae med sina tänder öppnade karotisblodkärlen och strupen hos byten som redan låg slagna på marken. Den andra teorin stöds även av de kraftiga främre extremiteterna hos flera medlemmar. Bytet trycktes troligen till marken för att sedan  kunna tilldelas ett dödande bett. Enligt en tredje teori var tänderna bara ett redskap för att imponera på artfränder. Det är inte helt uteslutet att olika arter använde tänderna i olika syften. Tänderna varierar ibland tydligt mellan olika arter. Ibland påstås att Machairodontinae bara åt offrets inälvor och drack dess blod för att inte skada tänderna.

## Fyndplatser och utbredning
Fossil av Machairodontinae hittades på alla kontinenter förutom Australien och Antarktis. De äldsta av dessa är ungefär 15 miljoner år gamla. I Europa är underfamiljen dokumenterade med släktena Machairodus, Paramachairodus, Megantereon och Homotherium. Det geologiskt yngsta fyndet är cirka 28 000 år gammal. Fossilet hittades av en nederländsk fiskebåt i Nordsjön som under senaste istiden inte var vattentäckt. I Nordamerika försvann de sista släktena Smilodon och Homotherium för ungefär 10 000 år (enligt radiokolmetoden). Samtidig dog även andra stora däggdjur över hela världen ut. Som orsak till försvinnandet av megafaunan diskuteras klimatiska förändringar eller människans utbredning på jorden.
I Afrika och Asien var Megantereon det sista släktet av underfamiljen. Släktet försvann här redan för 50 000 år sedan.

## Liknande djur
När Smilodon för cirka 2,5 miljoner år sedan efter uppkomsten av den centralamerikanska landbron nådde Sydamerika träffade den på däggdjur som såg nästan likadant ut. De sydamerikanska djuren tillhörde släktet Thylacosmilus som inte alls var släkt med kattdjuren. Thylacosmilus tillhörde däremot ordningen Sparassodonta i infraklassen pungdjur. Smilodon visade sig vara överlägset och Thylacosmilus dog ut. Kattliknande rovdjur med påfallande tänder fanns även i familjen Nimravidae som betraktas som kattdjurens systertaxon. Även tidiga ryggradsdjur som inte kan räknas till däggdjuren hade stora sabelliknande tänder, ett exempel är släktet Inostrancevia i ordningen Gorgonopsia.